# 蘭貝斯北站
蘭貝斯北站 （英語：Lambeth North tube station）是一個位於大倫敦蘭貝斯區西敏橋路及貝利斯路交界的倫敦地鐵車站。車站屬於貝克盧線，介乎象堡與滑鐵盧之間，屬倫敦第1收費區。地址是西敏橋路110號，亦是距離帝國戰爭博物館最接近的地鐵站。此站於2016年7月關閉進行維修並於2017年2月重開。

## 歷史
車站由萊斯利·格林設計，作為貝克街及滑鐵盧鐵路的一部分於1906年3月10日啟用，當時名為「肯寧頓路」（Kennington Road），並作為路線南端的臨時總站，直至1906年8月5日象堡站啟用。1906年7月車站改名為「西敏橋路」（Westminster Bridge Road）並在1917年4月再改為現名。
1941年1月16日凌晨3:56，一個德國1800公斤的「撒旦炸彈」在鄰近的西敏橋路92號一個旅館爆炸。衝擊波嚴重破壞了南行月台和隧道，導致在此站躲避的28人受傷，其中一人在15日後死亡。有37個隧道環需要徹底更換，15個需要部分更換，另有86英呎的月台需要重建。車站於95日後恢復正常運作。

## 車站結構
此站分為兩條隧道，各設有一條軌道。車站設有兩部升降機及一條螺旋型樓梯連接地面與月台層（約地底70英尺）。車站以北設有剪式橫渡線，容許列車以任何一個月台作總站。當列車回廠進入倫敦路車廠前都需要途經此處，可在聖喬治街看見，並於車站以北與貝克盧線連接。

## 服務
一般班次如下：
- 每小時6班列車經女王公園及石橋公園往哈羅及威爾德斯通（北行）
- 每小時3班列車經女王公園往石橋公園（北行）
- 每小時5班列車往女王公園（北行）
- 每小時14班列車往象堡（南行）

## 接駁交通
倫敦巴士12、53、59、148、159、453路以及夜間路線N109路服務此站。

## 外部連結
- London Transport Museum Photographic Archive（页面存档备份，存于）
  - Station with name displayed as "Westminster Bridge Road", 1906
  - Lambeth North station, 1925